# Sleepy Hollow, New York
Artikeln behandlar orten i delstaten New York, känd från Washington Irvings berättelse och filmatiseringen. För andra betydelser, se Sleepy Hollow (olika betydelser).
Sleepy Hollow, före 1996 officiellt North Tarrytown, är en ort i Westchester County i den amerikanska delstaten New York. Administrativt utgör Sleepy Hollow ett municipalsamhälle (village) med kommunalt självstyre, med 9 870 invånare vid 2010 års folkräkning, och tillhör Mount Pleasants kommun (town).
Sleepy Hollow är känt genom författaren Washington Irving, som länge bodde i Tarrytown nära Sleepy Hollow. Hans novell The Legend of Sleepy Hollow från 1820 har flera gånger filmatiserats, och sedan 1996 bär orten namnet Sleepy Hollow även officiellt.  Novellen utspelas 1790 och handlar om den lokala legenden om den huvudlöse ryttaren. En huvudlös ryttare är idag ortens symbol och motiv för dess officiella sigill.

## Geografi
Sleepy Hollow ligger i Hudson Valley där Pocantico River mynnar ut i Hudsonfloden på dess östra sida, omkring 48 km (30 miles) norr om staden New York. Terrängen sluttar ned mot Hudsonfloden. Orten ligger i norra delen av New Yorks storstadsregion och gränsar i söder direkt mot grannstaden Tarrytown. Bebyggelsen i de båda orterna är helt sammanväxt.

## Namn
Sleepy Hollows namn går tillbaka på de nederländska nybyggarnas namn för Pocanticoflodens dalgång, Slapershaven, först omnämnt 1655, och Sleepy Hollow är den senare engelskspråkiga versionen av namnet. När tätortsbebyggelse växte fram på platsen på 1800-talet och orten blev självständig kommun 1874 kom den dock att namnges till North Tarrytown efter den angränsande äldre orten Tarrytown. Då man i modern tid velat uppmärksamma ortens äldre historia och det litterärt välkända namnet Sleepy Hollow beslutade kommunen 1996 att byta namn officiellt till Sleepy Hollow, New York.

## Historia
Området där Sleepy Hollow nu ligger köptes av Frederick Philipse från den tidigare landägaren Adriaen van der Donck, efter att den nederländska kolonin Nya Nederländerna införlivats i den brittiska provinsen New York 1664. Från 1672 började Philipse köpa in mark i södra delarna av nuvarande Westchester County, avgränsat av Hudsonfloden, Bronx River, Croton River och Spuyten Duyvil Creek. Genom ett kungligt privilegiebrev utfärdat 1693 erkändes Philipse som lord av godset Philipsburg. 
I nuvarande Sleepy Hollow lät Philipse uppföra en kvarn och en lastkaj, som idag ingår som en del av det historiska minnesmärket Philipse Manor. Han var även starkt troende och lät uppföra Old Dutch Church, där han enligt lokal tradition ska ha byggt predikstolen med egna händer.
Philipse avled 1702, och i hans testamente delades egendomen mellan sonen Adolphus Philipse och dennes brorson Frederick Philipse II. Adolphus ärvde Upper Mills från Dobbs Ferry till Croton River, medan Frederick II ärvde Lower Mills, men egendomarna återförenades vid Adolphus död. 
Frederick II:s son, Frederick III, blev 1751 ny godsägare och lord av Philipsburg. Han stod på lojalisternas sida i amerikanska frihetskriget och fick därför 1779 sin egendom konfiskerad av rebellerna för landsförräderi. Godset styckades upp och såldes på offentlig auktion till 287 olika köpare. Den största enskilda delen av egendomen förblev knuten till Upper Mills. Ett område på omkring 8 hektar mark vid Upper Mills återställdes som historiskt minnesmärke av Sleepy Hollow Restorations 1951, efter en donation av filantropen John D. Rockefeller Jr.
Platsen dominerades länge av jordbruksmark som i många fall brukades av ättlingar till de tidiga nederländska nybyggarna, men fick en ökande tätortsbebyggelse och inflyttning efter att järnvägen dragits förbi platsen och restiden till New York kortats. 1874 fick orten kommunalt självstyre som Village of North Tarrytown, New York. Sedan början av 1900-talet har många bosatta i orten pendlat till centrala New York, och 1910 uppfördes ortens nuvarande järnvägsstation.

## Kultur och sevärdheter

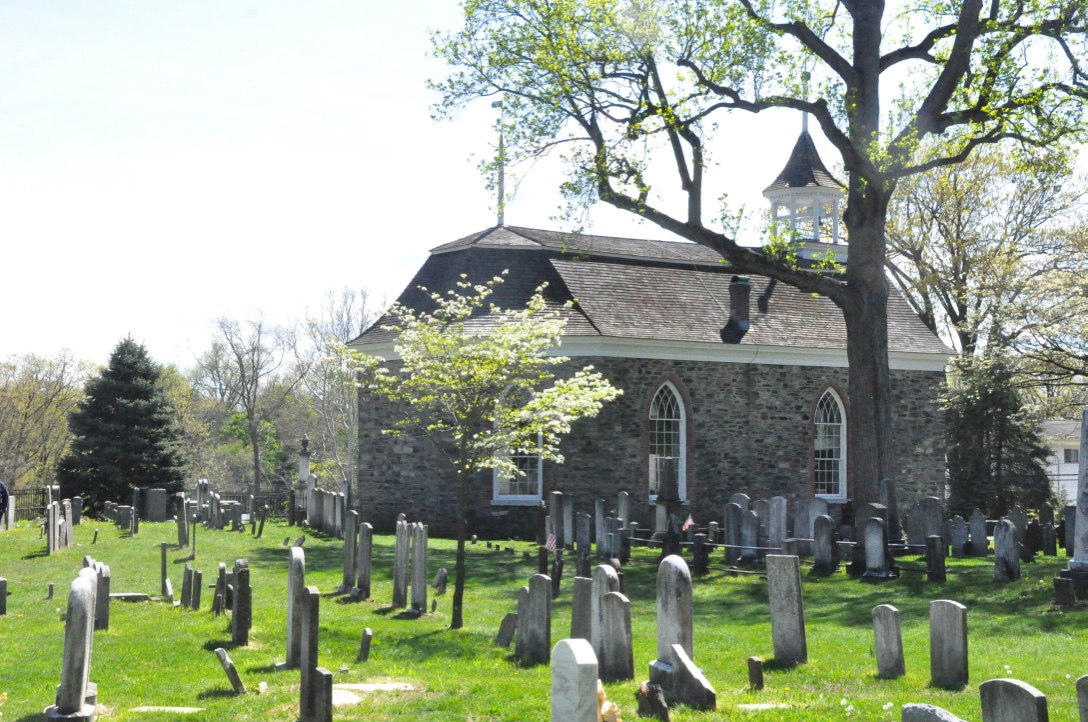
Old Dutch Church och kyrkogården.

Bland kända byggnader och platser i orten märks:
- Philipsburg Manor House, kulturminnesmärkt byggnad från 1693 i anslutning till ortens gamla kvarn från kolonialtiden. Huset är sedan 1950-talet bevarat som museum.
- Old Dutch Church i Sleepy Hollow, kulturminnesmärkt kyrkobyggnad grundlagd 1685. Kyrkan är den näst äldsta fortfarande existerande kyrkobyggnaden i delstaten New York och ett av delstatens äldsta existerande byggnadsverk. Kyrkan och dess kyrkogård är känd som plats för delar av handlingen i The Legend of Sleepy Hollow.
- Patriot's Park, anlagd till minne av tillfångatagandet av den brittiska spionen John André på denna plats under amerikanska frihetskriget.
- Edward Harden Mansion
- Tarrytown Light, historisk fyr från 1883 i Hudsonfloden.
- Järnvägsstationen Philipse Manor, uppförd 1910 i Tudorstil.
- Sleepy Hollow Cemetery, ortens begravningsplats, där många kända lokalbor är begravda, bland andra författaren Washington Irving, affärsprofilerna och filantroperna Andrew Carnegie och Brooke Astor, bilfabrikören Walter P. Chrysler, kosmetikentreprenören Elizabeth Arden, IBM:s mångårige VD Thomas J. Watson, fackföreningsledaren Samuel Gompers m.fl.

## Kommunikationer

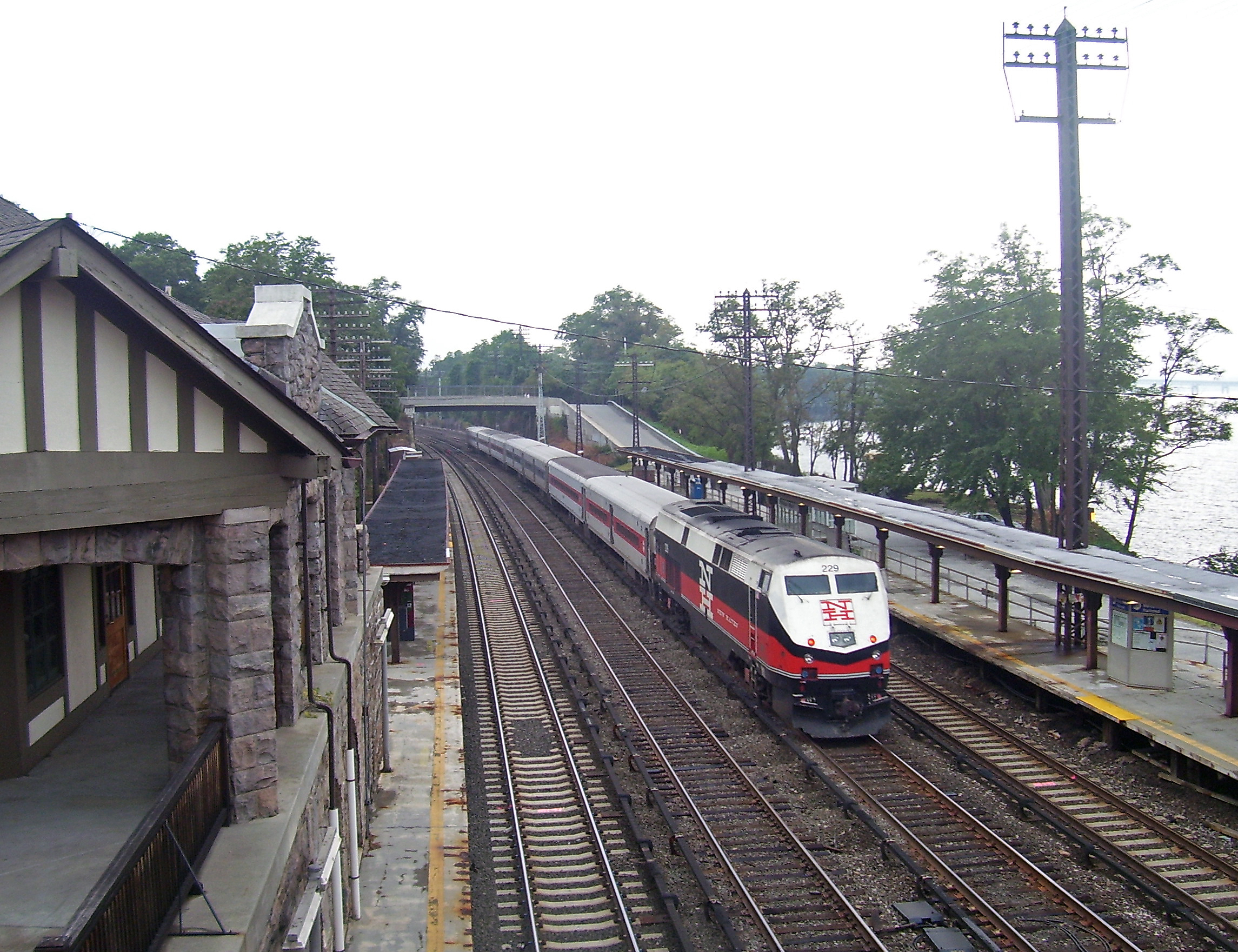
Järnvägsstationen Philipse Manor.

Sleepy Hollow har en pendeltågsstation på Metro-North Hudson Line, Philipse Manor, med passagerartrafik söderut mot Grand Central Terminal i New York och norrut längs Hudsonflodens dal. Orten genomkorsas i nord-sydlig riktning av den federala landsvägen U.S. Route 9.

## Kända invånare
- Bob Akin, racingförare
- Keith Hamilton Cobb (född 1962), skådespelare
- Karen Finley, konstnär, musiker och poet
- Adam Savage (född 1967), industridesigner, specialeffektdesigner och TV-programledare för bland annat Mythbusters, uppväxt i Sleepy Hollow.